# Poa garhwalensis
Poa garhwalensis là một loài thực vật có hoa trong họ Hòa thảo. Loài này được D.C.Nautiyal & R.D.Gaur miêu tả khoa học đầu tiên năm 1999.